# 브워지미에시 자바츠키
브워지미에시 얀 자바츠키(폴란드어: Włodzimierz Jan Zawadzki, 1967년 9월 28일~)는 폴란드의 은퇴한 레슬링 선수이다. 1996년 하계 올림픽 그레코로만형 페더급에서 금메달을 획득했다.